# Medaille voor Burgergevangenen, Gedeporteerden en Gijzelaars tijdens de Grote Oorlog
De Medaille voor Burgergevangenen, Gedeporteerden en Gijzelaars tijdens de Grote Oorlog (Frans: Médaille des Prisonniers civils, Déportés et Otages de la grande Guerre) is een Franse onderscheiding. De medaille is verwant aan de oudere Medaille voor de Slachtoffers van de Invasie.
Frankrijk kende drie medailles om de slachtoffers van de Duitse bezetting te eren. Behalve de genoemde medailles was er ook:
- De Vriendschapsmedaille (Frans: Médaille de la Fidélité française) voor Fransen in de Elzas en in Lotharingen

## Geschiedenis
De beide medailles werden ingesteld om de vele burgerslachtoffers van de Eerste Wereldoorlog, destijds nog "De Grote Oorlog" genoemd, te eren. De Duitse bezetter heeft in het Noorden en Oosten van Frankrijk tussen 1914 en 1918 een schrikbewind gevoerd en oorlogsmisdaden tegen de burgerbevolking gepleegd. Daaronder werden door Frankrijk ook deportaties, het nemen van gijzelaars en het gevangennemen en tewerkstellen van dwangarbeiders verstaan.  De wet waarin de medaille werd ingesteld noemde behalve de bezette gebieden ook de departementen Haut-Rhin, Bas-Rhin en Moselle, het voordien Duitse Elzas-Lotharingen. 
De criteria voor toekenning van de Medaille voor Burgergevangenen, Gedeporteerden en Gijzelaars tijdens de Grote Oorlog zijn vrij specifiek, voor andere slachtoffers, bijvoorbeeld van geweld en mishandeling door de Duitsers was er de al in 1921 ingestelde Medaille voor de Slachtoffers van de Invasie. Deze medaille werd slechts gedurende korte tijd uitgereikt. De Medaille voor Burgergevangenen, Gedeporteerden en Gijzelaars tijdens de Grote Oorlog kan als de opvolger van die oudere medaille worden gezien, al dekken de criteria voor toekenning elkaar niet helemaal, 
De medaille werd op 14 maart 1936 ingesteld door de Franse president Albert Lebrun.
De medaille kon postuum worden toegekend aan die gevangenen die werden gedood, stierven aan de ontberingen van de gevangenschap of stierven aan tijdens de gevangenschap opgelopen verwondingen. In de stichtingswet werd al van Duitse concentratiekampen gesproken. De wet sloot allen met een militair of burgerlijk strafblad uit van toekenning. Alleen Fransen kwamen voor de medaille in aanmerking die ongeveer 10 400 maal werd toegekend. 
De medaille werd alleen in brons (Frans: bronze) uitgereikt en aan een rood lint met een brede blauwe baan met witte biezen en een groene bies aan de randen van het lint op de linkerborst gedragen. Men droeg de medaille na de Intergeallieerde Overwinningsmedaille maar vóór de versierselen van de verschillende Franse Koloniale Orden. 
De gedecoreerden kregen behalve de medaille ook een op naam gesteld diploma. Aan het bezit van de medaille werd geen pensioen of schadevergoeding verbonden maar de medaille en het diploma werden eigendom van de decorandus en bleven na diens overlijden in het bezit van zijn erfgenamen.
De laatste geregistreerde toekenning was op 1 februari 1958. Daarna werden er geen voordrachten meer in behandeling genomen.

## De medaille
De ronde bronzen medaille heeft een diameter van 32 millimeter. Op de voorzijde van de door Maurice Delannoy ontworpen medaille is een aan de rechterhand geboeide blootshoofdse vrouw afgebeeld. Zij laat terwijl zij gevangen wordt meegevoerd de in haar linkerhand gehouden fakkel, het symbool van haar verlaten huis, vallen. Op de achtergrond is een verwoest dorp te zien. De medaille draagt het stempel "essay" van de Parijse Munt
Op de keerzijde staat de opdracht PRISONNIERS CIVILS DÉPORTÉS ET OTAGES DE LA GRANDE GUERRE binnen een langs de rand van de medaille gelegde keten. Onder de tekst zijn twee gesloten bloemen afgebeeld.
Men droeg de medaille op de linkerborst.